# Thomas Åhlén
Thomas Valter Åhlén (* 8. März 1959 in Gävle) ist ein ehemaliger schwedischer Eishockeyspieler.

## Karriere
Thomas Åhlén begann seine Karriere als Eishockeyspieler beim Hofors IK, für dessen Profimannschaft er von 1973 bis 1977 aktiv war – zunächst in der damals noch zweitklassigen Division 2 und ab der Saison 1975/76 in der neuen zweiten schwedischen Spielklasse, der Division 1. Von 1977 bis 1979 lief der Verteidiger für Leksands IF in der Elitserien auf. Die folgenden sechs Jahre verbrachte er bei dessen Ligarivalen Skellefteå AIK. Zur Saison 1985/86 wechselte der Linksschütze innerhalb der Elitserien zu AIK Solna, mit dem er auf Anhieb in die zweitklassige Division 1 abstieg. In der Saison 1986/87 gelang ihm mit AIK jedoch bereits der direkte Wiederaufstieg in die Elitserien. Im Anschluss an die Saison 1989/90 beendete er bei AIK seine Karriere im Alter von 31 Jahren. 

### International
Für Schweden nahm Åhlén im Juniorenbereich ausschließlich an der U18-Junioren-Europameisterschaft 1977 teil, bei der er mit seiner Mannschaft die Goldmedaille gewann. Im Seniorenbereich stand er im Aufgebot seines Landes bei den Olympischen Winterspielen 1984 in Sarajevo, bei der er mit Schweden die Bronzemedaille gewann, sowie 1984 beim Canada Cup.

## Erfolge und Auszeichnungen
- 1987 Aufstieg in die Elitserien mit AIK Solna

### International
- 1977 Goldmedaille bei der U18-Junioren-Europameisterschaft
- 1984 Bronzemedaille bei den Olympischen Winterspielen
- 1984 Silbermedaille beim Canada Cup